# Cape Town Stadium
Le Cape Town Stadium (en afrikaans: Kaapstad-stadion) ou Green Point, est un stade situé au Cap, en Afrique du Sud. Il est consacré au rugby à XV et au football.
Sa capacité est de 55 000 places.

## Situation
Le stade est situé à Green Point, entre l'océan Atlantique et la montagne de la Table, près du centre-ville et du quartier touristique de Victoria & Alfred Waterfront.

## Historique

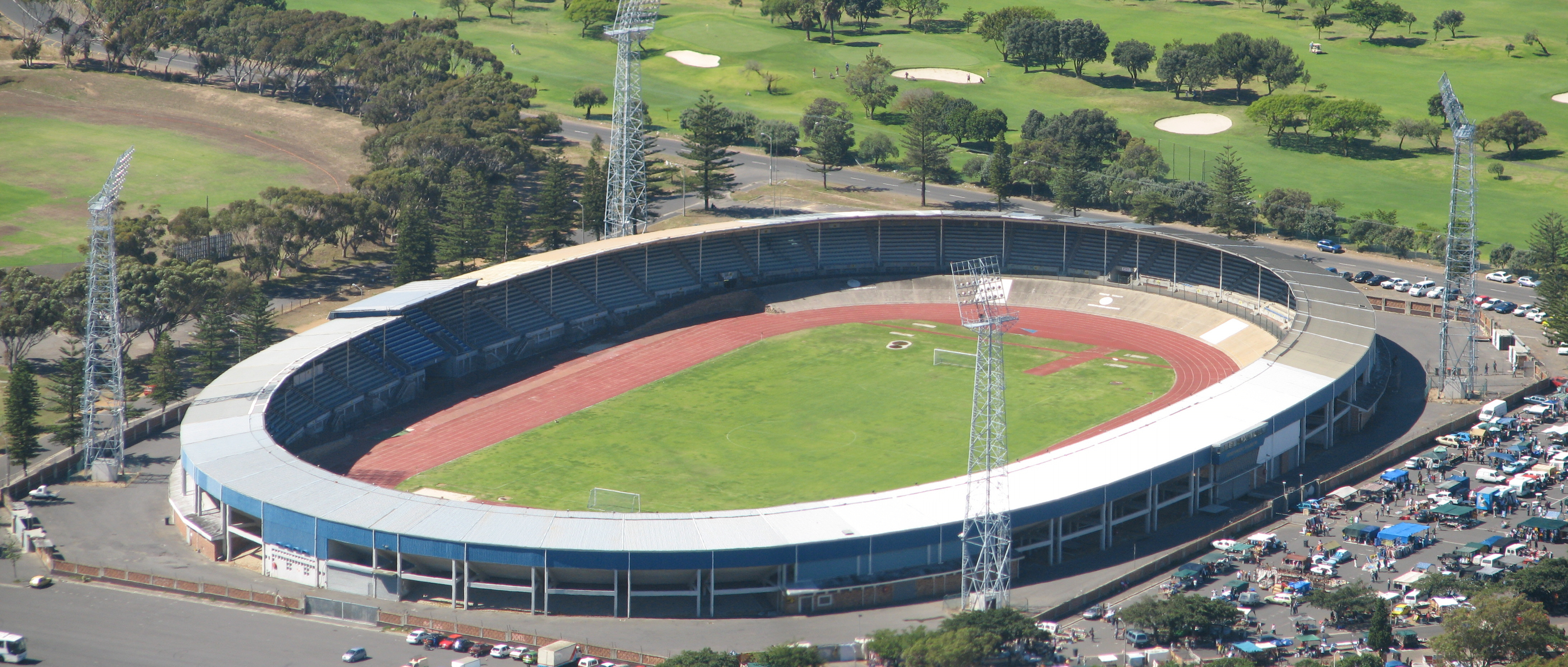
Ancien stade

### L'ancien stade
Un stade portant le même nom a été démoli en 2007. Ce dernier contenait 18 000 places et abritait les matchs des équipes de football du Santos Football Club et de l'Ajax Cape Town. Il avait aussi accueilli les concerts de Michael Jackson, U2 ou encore Metallica.
Le Cap possède déjà un stade de grande capacité, le Newlands Stadium, où se tiennent actuellement les matchs des Stormers et la Western Province qui disputent respectivement le Super 14 et la Currie Cup.

### Le nouveau stade
Le stade est retenu pour accueillir la coupe du monde de football de 2010.
La cérémonie de bénédiction du sol se déroule le 20 mars 2007 en présence des autorités civiles et religieuses et la construction commence peu après. Pendant cette période, l'édifice a été appelé aussi par certains l'African Renaissance Stadium.
Le 14 décembre 2009, le stade est officiellement ouvert avec une capacité de 64 100 places. Le premier match a lieu le 23 janvier 2010 avec le derby du Cap entre l'Ajax Cape Town Football Club et Santos Cape Town Football Club devant 20 000 spectateurs.

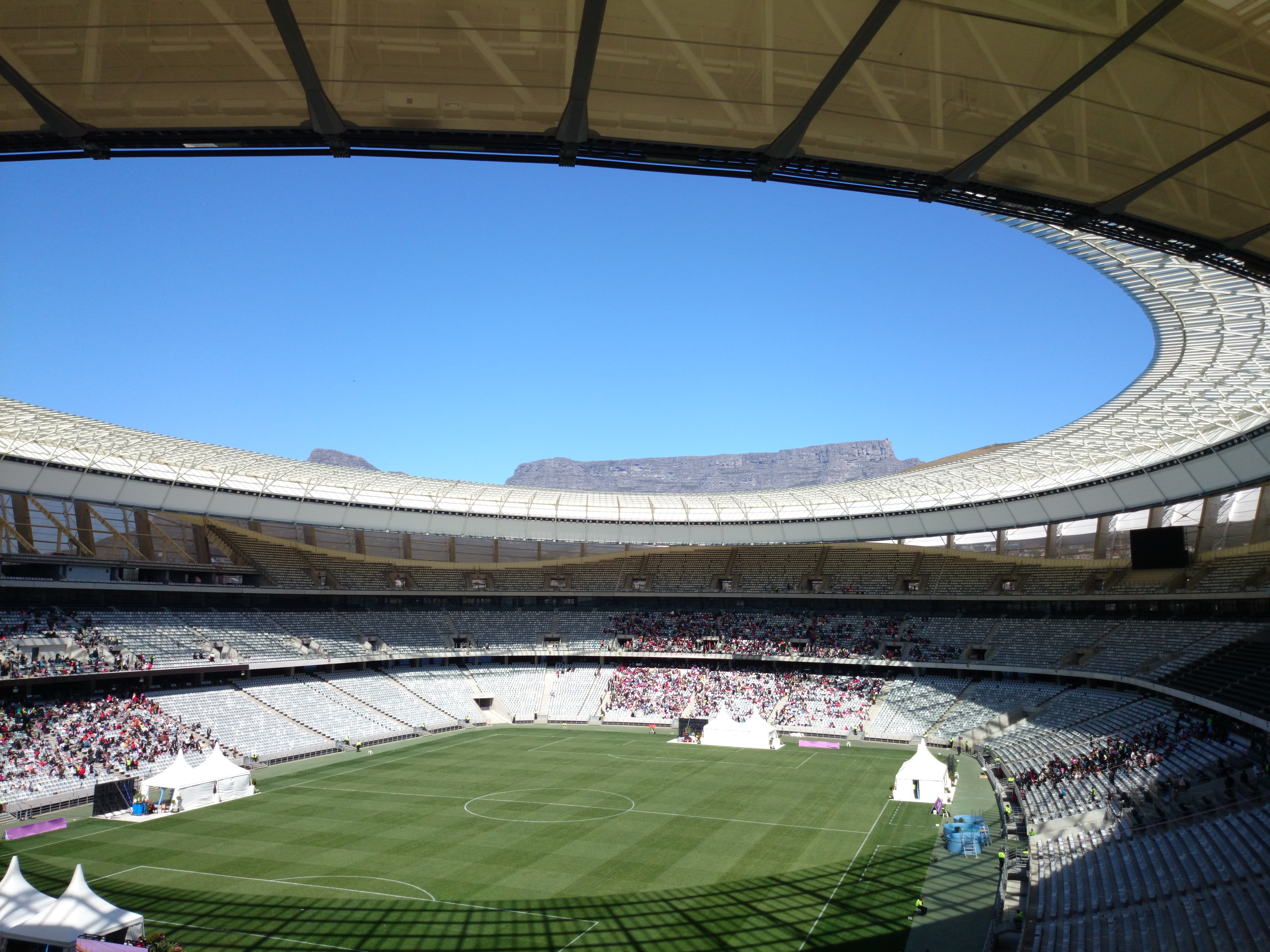
L'intérieur du nouveau stade

Le 11 juin suivant, le stade accueille son premier match de la Coupe du monde opposant l'Uruguay à la France qui se conclut par un match nul.

### Événements
- Coupe du monde de football de 2010
- Concert de Lady Gaga, dans le cadre de sa 3e tournée mondiale The Born This Way Ball, le 3 décembre 2012. La demande étant tellement forte, le site mettant en place la vente des tickets a cessé de fonctionner et la vente a dû recommencer le lendemain.
- Concert de Rihanna, dans le cadre de sa 4e tournée mondiale Diamonds World Tour, le 16 octobre 2013
- Étape sud-africaine du World Rugby Sevens Series à compter de la saison 2015-2016[5].
- Match in Africa, deux matches d'exhibition de tennis, le 7 février 2020[6].
- Coupe du monde de rugby à sept 2022[7].

## Gestion du stade
En janvier 2009, Business Venture Investments 1317, composé de la société sud-africaine SAIL et du consortium Stade de France, est désigné pour gérer temporairement le stade. Pressenti pour assurer l'exploitation de l'équipement pendant trente ans, l'opérateur renonce en octobre 2010.
Après la Coupe du monde, la capacité du stade est réduite à 55 000 places.
À partir de la saison 2010-2011, le club de l'Ajax Cape Town Football Club utilise le stade dans le cadre du championnat d'Afrique du Sud de football.
Face aux difficultés financières, la ville du Cap propose à l'équipe de rugby Western Province de devenir le club résident du stade, mais après quatre années de négociation, ce dernier décide de demeurer au Newlands Stadium.